# Lizette Gervais
Lizette Gervais (Montréal, 3 juin 1932 - 8 juin 1986) est une animatrice de radio et de télévision et une administratrice québécoise (Canada).

## Formation
Née à Montréal le 3 juin 1932, Lizette Gervais provient d'un milieu aisé. Elle fréquente le collège Marie-de-France, puis le collège Marianopolis où elle étudie en littérature et en langue. Avec son mari, l'avocat et futur juge Robert Sauvé, elle vit à Londres où celui-ci poursuit des études, puis à Washington. Ils s'établissent à Ottawa en 1957-1958, et Lizette Gervais entre comme speakerine à la station de radio CKCH de Hull.

## Carrière
En 1960, Lizette Gervais et son mari reviennent s'installer à Montréal et Lizette entre à la Société Radio-Canada. On lui confie l’animation de plusieurs émissions à la radio et à la télévision au fil des ans. À la télévision, elle anime en 1964-1965 la première saison de Femme d'aujourd'hui, ainsi que les émissions Carrefour, Présence de l'art et La Tête à l'ombre. En 1967, elle devient l'une des premières femmes à présenter le Téléjournal du midi.
Vers 1970, Lizette Gervais quitte Radio-Canada, ne désirant plus animer des émissions féminines, et travaille quelques années  à Télé-Métropole, le réseau privé concurrent de Radio-Canada. Elle y anime des émissions comme Studio 10 et Franc Parler (1969-1974). Elle revient à la SRC en 1977 pour animer à la radio l'émission La Vie quotidienne avec son amie Andréanne Lafond. Elle quitte définitivement le monde des médias en 1980 pour accepter le poste de présidente de l’Office des services de garde à l’enfance du Québec, puis de coordonnatrice du 
Secrétariat à l’adoption deux ans plus tard. Là, elle s'occupe principalement dossiers d’adoption internationale.

## Vie privée
Lizette Gervais a adopté trois enfants, dont une fille (Julie) d’origine marocaine, un garçon (Louis Nghia) qui a été en 1977 le tout premier enfant vietnamien à être adopté au Canada, et un autre garçon Pascal en juin 1973.
En 1984, elle apprend qu'elle est atteinte d'un cancer de l'utérus, dont elle succombe en juin 1986 à l'âge de 54 ans.

## Honneurs
- Le prix Lizette-Gervais, à sa mémoire, a été fondé en 1987 par deux de ses amies de longue date [4]. Il est décerné à de jeunes finissants en communication, pour la qualité de leur production radiophonique, télévisuelle ou numérique[5].
- La rue Lizette-Gervais a été créée en 1988 à Montréal, dans le quartier Rivière-des-Prairies[6]. Elle a cependant été fermée en 2005 pour faire place à un développement commercial[7].
- La rue Lizette-Gervais a été créée à Cap-Rouge (maintenant un quartier de Québec), en 1988[3].